# Kanton Maringues
Kanton Maringues (fr. Canton de Maringues) je francouzský kanton v departementu Puy-de-Dôme v regionu Auvergne. Tvoří ho čtyři obce.

## Obce kantonu
- Joze
- Limons
- Luzillat
- Maringues